# 卡利尼夫卡 (巴赫馬奇區)
51°12′7″N 33°0′21″E / 51.20194°N 33.00583°E
卡利尼夫卡（烏克蘭語：Калинівка），是烏克蘭北部的村莊，隸屬切爾尼希夫州的尼任區。該村始建於1917年，面積0.04平方公里，海拔高度149米，2006年人口133，人口密度每平方公里3,800人。